# 安寿と厨子王丸
安寿と厨子王丸（あんじゅとずしおうまる）は日本の童話。『安寿と厨子王』とも言う。悲劇的な運命にもてあそばれる姉と弟を描く。

## 由来

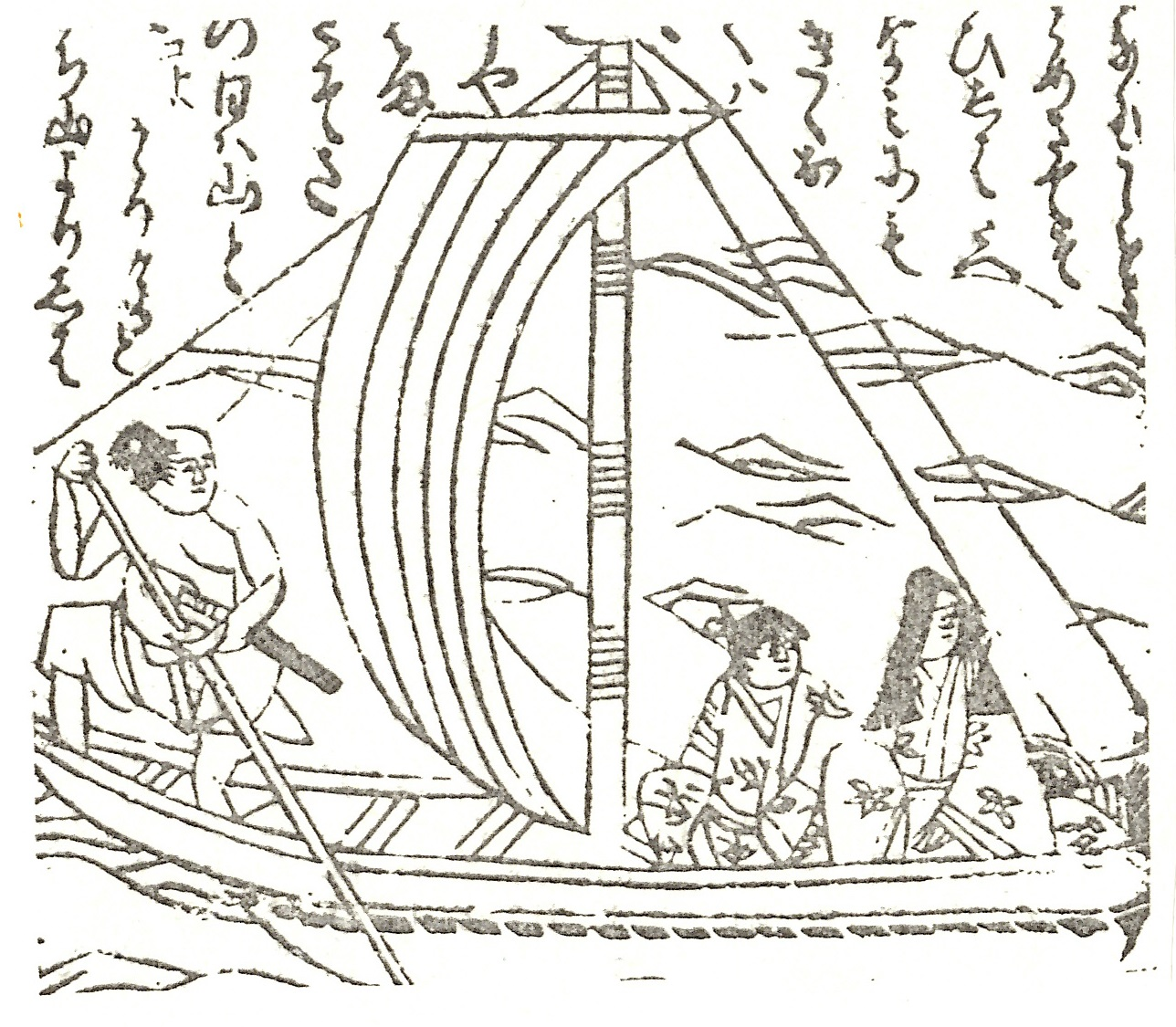
説経与七郎正本『さんせう太夫』（寛永16年頃）
----
人買いによって船で丹後に運ばれる安寿姫と厨子王丸。

中世に成立した説経節『さんせう太夫』を原作として浄瑠璃などの演目で演じられてきたものを子供向けに改変したもの。ゆかりのある各地で民話化している。近世になり絵本などの媒体にて児童文学ともなっている。

## あらすじ
前（さき）の奥羽五十六郡の太守、岩城判官正氏の一族は、讒言（ざんげん。虚偽の悪行をでっち上げて人を陥れる事）によって筑紫に流された。本国に残され落魄した正氏の妻と、その2人の子供――姉の安寿姫と弟の厨子王は、正氏を訪ね求めて越後の直江津にたどり着いたとき、人買いの山岡太夫の手にかかり、妻は佐渡二郎の手で佐渡に、姉弟は宮崎という人買いの手で丹後由良湊の長者である山椒太夫にそれぞれ売り渡された。山椒大夫のもとで姉弟は酷使された。弟は1日に3荷の柴を刈れ、姉は1日に3荷の潮汲みをしろ、間があれば藻塩を焼く手伝いをしろ、糸を紡げ、と追い使われ、弟は柴刈り払う鎌を怨み、姉は潮汲む桶に泣いた。
ある日、安寿は厨子王に勧めて密かに逃れさせようとし、罰として額に焼け火箸を当てられた。しかし肌身離さぬ守りの地蔵尊のおかげで痕が付かなかった。
そして姉弟はついに、再会を約して逃亡を図った。姉を残して都へと行くのをためらう厨子王に、安寿姫は強く勧めて、弟が去った後、自身は山椒館の近くの沼に身を投げて亡くなった。その亡骸は村人により丁重に葬られた。時に永保2年正月16日、安寿16歳、厨子王13歳であったという。
一方、厨子王は丹後の国分寺に逃げ込んで寺僧に助けられ、京都七条朱雀の権現堂に送られた。さらにまた摂津の天王寺に寄食するうちに梅津某の養子となり、ついに一家没落の経緯を朝廷に奏上した。結果、判官正氏の罪が赦された上に旧国を与えられ、讒言者の領地は没収されて厨子王に下賜された。
安寿姫の霊はその後も母と弟を守護し、岩城家再興の機運にめぐまれた厨子王は、丹後・越後・佐渡のなかで若干の土地を得たいと願い出てこれを許された。厨子王は、領主となった丹後に行き、かつて匿ってくれた国分寺の僧侶に謝し、山椒大夫とその子三郎とを鋸挽きの刑に処し、また越後で山岡太夫を討ち取った。報恩と復讐を果たした厨子王は、生き別れた母の行方を求めて佐渡にたずね歩くと、片辺鹿野浦で老いた瞽女（ごぜ）が鳥を追う唄をうたっているのに巡り会った。「安寿恋しやホゥヤレホ。厨子王恋しやホゥヤレホ」。厨子王は、この歌を聞いてこれぞ母と知り、駆け寄りすがりついた。うれし涙に、盲いた母の眼は奇（くす）しくも開き、母子は再び抱き合ったという。

## 歴史的背景
歴史上では安寿や厨子王丸の実在を示す資料はなく、架空の伝説とされる。権力者の領地であった荘園から逃散（ちょうさん。農民が集団で土地を放棄して逃亡する事）したり脱落したりで浮浪化した者を、所から散った民、というので「散所の民」と呼ぶ。これらの人々を金で買ったり力ずくで拉致して利益を得た者を「散所の大夫」と言った。一方、説教節は仏教的因果応報を説くものであり、そのためには散所の大夫と下層民という現実よりも、没落した貴人の運命の悲劇を織り込む方が、聞く者に強い印象を与え、効果的である。安寿と厨子王の物語の成立にはこうした背景があったものと考えられる。なお「山椒大夫」の名の由来については、由良・岡田・河守の3ヶ所の庄（荘）を領していたためとも言う。

## 伝承地

### 東北地方
津軽地方の山岳信仰の対象である岩木山には「山椒大夫」（安寿と厨子王丸）に登場する安寿が祀られている。
説教節では安寿は拷問によって非業の死を遂げるが、彼女を酷使し殺害した山椒大夫・山岡太夫らはいずれも丹後国の者であったため、弘前藩領に丹後の人間が入ると安寿の怨霊によって災害が起こって人々を苦しめるとされた。江戸時代末期になってさえ、弘前藩では丹後の住人を忌避した。これは「丹後日和」と呼ばれた。
天明8年 (1788年) 7月、江戸幕府巡見使の一員として弘前藩内に入った古川古松軒は、7月15日の日記に「丹後日和」のことを記録している。これによると、丹後の人が弘前藩内に入ると天候が荒れ災いが生ずるとされ、故に丹後の出身者は領内に一人もいない、というものだった。また同じ著述により、幕府巡見使の江戸出発に際して、幕府に対し津軽藩から一行の中に丹後出身者がいるか否かの照会があり、万一いた場合は構成員から除外して欲しいとの要望が出され、該当の人は一行から外されたと記録されている。
古松軒自身は、丹後日和を妄説であると述べているが、津軽藩から要請された幕府はそれを拒否しなかった。これは藩の公式の記録にも残っている。
弘前藩が自らの苛政を隠蔽し、領民の不満を丹後人に向けて逸らせようとする策であったとする説がある。